# Everaldo Barbosa
Everaldo Barbosa, właśc. Everaldo Vergne de Assis Barbosa (ur. 12 września 1975 w Salvadorze) – brazylijski piłkarz występujący najczęściej na pozycji defensywnego pomocnika, obecnie zawodnik meksykańskiej Necaxy.